# Viatrix globulifera
Viatrix globulifera is een zeeanemonensoort uit de familie Boloceroididae.
Viatrix globulifera is voor het eerst wetenschappelijk beschreven door Duchassaing in 1850.